# Надточій Іван Іванович
Іван Іванович Надточій (14 січня 1923, Гришино — 1 серпня 1983) — радянський офіцер, Герой Радянського Союзу.

## Біографія
Народився 14 січня 1922 року в селищі Гришиному (нині місто Покровськ Донецької області) в родині робітника. Українець. Закінчив неповну середню школу. Працював токарем в селищі Межовому Дніпропетровської області.
У червні 1941 року призваний до лав Червоної Армії і направлений на фронт. Бойове хрещення прийняв у боях під Смоленськом, потім служив в авіаційній частині техніком з ремонту літаків. У 1943 році закінчив Харківське військово-політичне училище, евакуйоване в місто Ташкент. Член ВКП (б) з 1943 року. У боях німецько-радянської війни з літа 1943 року.
4 жовтня 1943 року комсорг батальйону 1131-го стрілецького полку (337-ї стрілецької дивізії 40-ї армії Воронезького фронту) лейтенант І. І. Надточій при штурмі висоти на Букринському плацдармі замінив вибулого з строю командира взводу. Взвод опанував висотою, протягом доби відбив кілька атак противника. І. І. Надточій грамотно розподілив сили для оборони, віддавав команди, підтримував бійців, інколи сам вів їх в контратаку. Був поранений, але не залишив поле бою до підходу основних сил.
Указом Президії Верховної Ради СРСР від 13 листопада 1943 року за зразкове виконання бойових завдань командування і проявлені при цьому мужність і героїзм лейтенантові Івану Івановичу Надточію присвоєно звання Героя Радянського Союзу з врученням ордена Леніна і медалі «Золота Зірка» (№ 3589).
Після закінчення війни — в запасі. Жив і працював у Києві. 

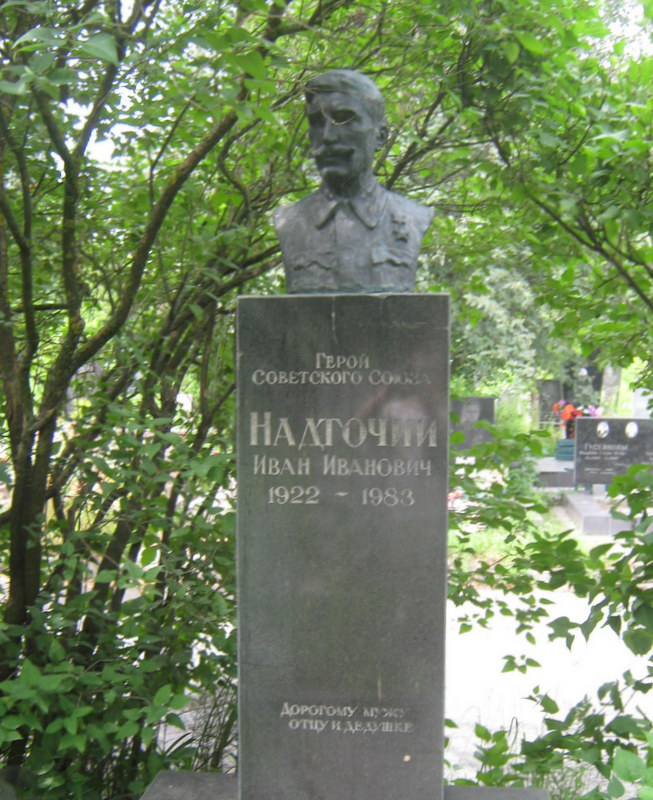
Могила Івана Надточія

Помер 1 серпня 1983 року. Похований в Києві на Міському кладовищі «Берківцях» (ділянка № 93).